# Dvireț, Kremeneț
Dvireț (în ucraineană Двірець) este un sat în comuna Kolosova din raionul Kremeneț, regiunea Ternopil, Ucraina.

## Demografie
Componența lingvistică a localității Dvireț
     Ucraineană (100%)
Conform recensământului din 2001, toată populația localității Dvireț era vorbitoare de ucraineană (100%).